# Ririka (YouTuber)
ririka（1994年6月28日 - ）は、日本のvlogger、YouTuber、芸術家、元女優。旧芸名はりりか。

## 略歴
千葉県に生まれる。大学に進学する前に両親が離婚し、それを機にフリーで活動を開始。友人の映画に出演したことをきっかけに、2015年8月事務所ミシェルエンターテイメントに所属する。2018年末に同事務所を退社、芸能界を引退した。2018年10月よりクリエイティブユニット「in living.」のririkaとしてYouTubeをメインに活動、写真や動画などの映像作品を制作している。

## 人物
特技はクラシックバレエで10年以上の長いキャリアがある。また殺陣の棒術も得意とし、桜月流第一師範の松木史雄に師事していた。
趣味は写真やご飯、お風呂、睡眠などで、散歩やゲーム『マインクラフト』を好きなことに挙げている。黒髪のショートヘアが特徴的。亀の｢はかせ｣と暮らしており、動画内でも登場することがある。

## 出演

### りりか名義（2015年 - 2018年）

#### 映画
- 花に嵐（2015年、岩切一空監督、 PFFアワード2016準グランプリ） - 花 役[5][注 2]、カナザワ映画祭2016にて出演俳優賞受賞[6]
- After Hours（2015年、小林達夫監督） - 主人公の友人 役
- TOKYO INTERNET LOVE（2016年、SPOTTED PRODUCTIONS、鈴木健太監督） - チハ 役[7][8]
- 退屈な日々にさようならを（2016年、ENBUゼミナール、今泉力哉監督） - 星紗穂 役[9][10]
- トーキョーカプセル（2018年、アルタミラピクチャーズ、齋藤栄美監督） - 主演
- 放課後戦記（2018年4月7日、アイエス・フィールド、土田準平監督） - 憑対弓立 役

#### ドラマ
- 東京ヴァージン（2016年8月22日配信開始、lute） - 咲菜 役[11]
- お前はまだグンマを知らない（2017年3月7日 - 28日、日本テレビ） - 中里 役
- それでも告白するみどりちゃん（2018年1月31日 - 、lute） - みどり 役
- 怒Sナイトの乱～やっぱりテレビ関係者は観ないでください（2019年2月1日 - 、SBS） - 佐藤花子 役

#### 舞台
- 放課後戦記（2016年10月8日 - 10日、ジャパンアワードプロモーション×アイエス・フィールド） - 門脇瀬名 役[12]

#### CM
- イオン「クリスマスケーキ」（2015）
- ローソン「ごほうびシュークリーム」（2015）
- NTT docomo マナー「歩きスマホ参勤交代」編（2015）
- DJ和 CD「フェス、その前に」（2016）[13]
- Cygames
  - グランブルーファンタジー「女子会」篇（2016）
- サントリー
  - 緑茶「伊右衛門 冬」篇（2016）
- 三井住友フィナンシャルグループ
  - 三井住友VISAカード「海外留学」篇（2016）[14]
- 三井不動産商業マネジメント
  - 三井アウトレットパーク Web動画「#三井アウトレットパークで見つけた」篇（2016）
- ネクスト (不動産企業)
  - ホームズ コンセプトムービー「KEY OF LIFE ～人生を開く鍵～」（2016年）
- ミスミ「ミスミって、なに？」篇（2016 - ）
- 宮崎県高原町 PR動画「GOD WALK in TAKAHARU 天孫降臨少女」（2016年）
- ハレクラニ「FIRST MEET ～世界一幸せな待ち合わせ～」（2016年）
- プラスワン・マーケティング
  - FREETEL「彼女に夢中」（2017年）
- クラッシュ・ロワイヤル『ハマった2人』篇（2017年）
- ローソン「すすめ！次のローソンへ。ブランパン」篇（2017）

#### GR
- リコチェットマイガール「東京/skirt!」CDカバーガール（2016年、タワーレコード）
- ヤクルト×「ドクター・ストレンジ」コラボ（2017年）
- 竹宮ゆゆこ「あなたはここで、息ができるの?」（2018年、新潮社）

#### PV
- Je m'appelle 「ostinato 9⇔14」（2014年2月1日）
- THE FULL TEENZ 「swim! swim!」（2014年12月1日）
- Chemical Volume 「Nancy」（2015年6月4日）
- odol 「生活」（2015年5月19日）
- 風男塾 「もしもこれが恋なら」（2015年8月26日）
- シクラメン 「こころ」（2016年3月4日）
- PELICAN FANCLUB 「記憶について」（2016年5月20日）
- 谷川POPゴリラ 「ネガティブSUMMER」（2017年1月1日）
- mol-74「エイプリル」（2017年4月1日）
- シャムキャッツ「Coyote」（2017年）
- YeYe「ゆらゆら」（2017年）

#### その他
- 関西コレクション KANSAI COLLECTION 2017SS 出演[15]
- 個展「#きょうのねぐせ展」 開催[16]

### in living. ririka名義（2019年 - ）

#### テレビ
- スキマTIMES（2019年4月23日、RKB毎日放送）
- 特番「阿佐ヶ谷姉妹のおばさんだってできるわよ」（2019年11月26日、日本テレビ）
- ヒルナンデス！（2019年12月09日、日本テレビ）

#### その他
- モデルプレス「注目の人物」（2019年5月30日、modelpress）[17]
- 日経クロストレンド「旬な人」（2019年7月19日、日経BP）[18]

## 書籍

### りりか名義（2015年 - 2018年）

#### 写真集
- ビジュアルブック『genten.』Vol.2（2016年7月15日、genten.、撮影・小池勇輝）[19][注 3]
- 『it girlie』#01 Ririka（2016年10月15日、it girlie、撮影・梅澤勉）[20]

### in living. ririka名義（2019年 - ）

#### 雑誌連載
- in living.のチェキ録（2019年4月25日 - 、Cheki Press）[21]